# Together Through Life
Together Through Life is het 33ste studioalbum van Bob Dylan. Het werd op 28 april 2009 uitgebracht door Columbia Records. In een aantal landen, waaronder de Verenigde Staten en Groot-Brittannië, kwam het album binnen op de eerste plaats in de hitlijsten. Het was Dylans eerste album dat de eerste plaats bereikte in Groot-Brittannië sinds New Morning uit 1970.
Het album werd genomineerd voor twee Grammy Awards, die voor het beste "Americana Album" en "Best Solo Rock Vocal Performance" voor het nummer "Beyond Here Lies Nothin'".

## De totstandkoming
Dylan heeft bijna alle nummers geschreven met Robert Hunter van de band Grateful Dead. Zij werkten eerder samen op een nummer van het album Down in the Groove uit 1988. In een interview in het muziekblad Rolling Stone zei Dylan: 
Hunter is an old buddy, we could probably write a hundred songs together if we thought it was important or the right reasons were there...He's got a way with words and I do too. We both write a different type of song than what passes today for songwriting.
Een aantal van de songteksten is door Dylan overgenomen van andere liedjes. Zo is de zin "If you ever go to Houston, you better walk right" afkomstig van het door Leadbelly bekend geworden nummer "Midnight Special". Dylan speelde mondharmonica op de vertolking van Harry Belafonte van dit nummer in 1962.

## Tracklist
Alle muziek en teksten zijn geschreven door Bob Dylan, tenzij anders aangegeven. De teksten zijn geschreven door Dylan en Hunter. 
| 1.                 | Beyond Here Lies Nothin'                 | 3:51 |
| 2.                 | Life is Hard                             | 3:39 |
| 3.                 | My Wife's Home Town (Dixon/Dylan/Hunter) | 4:15 |
| 4.                 | If You Ever Go to Houston                | 5:49 |
| 5.                 | Forgetful Heart                          | 3:42 |
| 6.                 | Jolene                                   | 3:51 |
| 7.                 | This Dream of You                        | 5:54 |
| 8.                 | Shake Shake Mama                         | 3:37 |
| 9.                 | I Feel a Change Comin' On                | 5:25 |
| 10.                | It's All Good                            | 5:28 |
| Totale duur: 45:33 |                                          |      |

## Bezetting
- Bob Dylan – gitaar, keyboard, zanger
- Mike Campbell – gitaar, mandoline
- David Hidalgo – accordeon, gitaar
- Donnie Herron – steel guitar, banjo, mandolin, trompet
- Tony Garnier – basgitaar
- George Recile – drums

## Hitnotering
| "Together Through Life" in de Nederlandse Album Top 100 - binnen: 02-05-2009 | "Together Through Life" in de Nederlandse Album Top 100 - binnen: 02-05-2009 | "Together Through Life" in de Nederlandse Album Top 100 - binnen: 02-05-2009 | "Together Through Life" in de Nederlandse Album Top 100 - binnen: 02-05-2009 | "Together Through Life" in de Nederlandse Album Top 100 - binnen: 02-05-2009 | "Together Through Life" in de Nederlandse Album Top 100 - binnen: 02-05-2009 | "Together Through Life" in de Nederlandse Album Top 100 - binnen: 02-05-2009 | "Together Through Life" in de Nederlandse Album Top 100 - binnen: 02-05-2009 | "Together Through Life" in de Nederlandse Album Top 100 - binnen: 02-05-2009 | "Together Through Life" in de Nederlandse Album Top 100 - binnen: 02-05-2009 | "Together Through Life" in de Nederlandse Album Top 100 - binnen: 02-05-2009 | "Together Through Life" in de Nederlandse Album Top 100 - binnen: 02-05-2009 | "Together Through Life" in de Nederlandse Album Top 100 - binnen: 02-05-2009 | "Together Through Life" in de Nederlandse Album Top 100 - binnen: 02-05-2009 | "Together Through Life" in de Nederlandse Album Top 100 - binnen: 02-05-2009 | "Together Through Life" in de Nederlandse Album Top 100 - binnen: 02-05-2009 | "Together Through Life" in de Nederlandse Album Top 100 - binnen: 02-05-2009 |
| Week                                                                         | 01                                                                           | 02                                                                           | 03                                                                           | 04                                                                           | 05                                                                           | 06                                                                           | 07                                                                           | 08                                                                           | 09                                                                           | 10                                                                           | 11                                                                           |                                                                              | 12                                                                           | 13                                                                           | 14                                                                           |                                                                              |
| ---------------------------------------------------------------------------- | ---------------------------------------------------------------------------- | ---------------------------------------------------------------------------- | ---------------------------------------------------------------------------- | ---------------------------------------------------------------------------- | ---------------------------------------------------------------------------- | ---------------------------------------------------------------------------- | ---------------------------------------------------------------------------- | ---------------------------------------------------------------------------- | ---------------------------------------------------------------------------- | ---------------------------------------------------------------------------- | ---------------------------------------------------------------------------- | ---------------------------------------------------------------------------- | ---------------------------------------------------------------------------- | ---------------------------------------------------------------------------- | ---------------------------------------------------------------------------- | ---------------------------------------------------------------------------- |
| Nummer                                                                       | 3                                                                            | 6                                                                            | 12                                                                           | 21                                                                           | 28                                                                           | 38                                                                           | 56                                                                           | 59                                                                           | 55                                                                           | 67                                                                           | 82                                                                           | uit                                                                          | 86                                                                           | 66                                                                           | 83                                                                           | uit                                                                          |